# مانول زولالیان
مانول زولالیان (ارمنی: Մանվել Զուլալյան; انگلیسی: Manvel Zulalyan زاده ۳۰ دسامبر ۱۹۲۹ در حلب - درگذشته ۱۹ ژانویه ۲۰۱۲ در ایروان) یک تاریخ‌نگار، ارمنی‌شناس اهل ارمنستان بود. وی عضو فرهنگستان ملی علوم ارمنستان و عضو هیئت رئیسه، دکتر تاریخ، استاد دانشگاه دولتی تربیتی ارمنستان و متخصص پژوهش‌های خاورشناسی بود.
وی یکی از مؤلفان پژوهش چند جلدی «تاریخ ارمنستانی» بود.

## کتاب‌ها
- Voprosy drevneĭ i srednevekovoĭ istorii Armenii. اثر مانول کاراپتی زولالیان - انستیتو تاریخ - ۱۹۷۰–۱۴۸ صفحه